# 宋弼
宋弼（1416年—？），字良輔，山西大同府蔚州人，民籍。明朝政治人物。進士出身。

## 生平
山西鄉試第三十八名。正統十三年（1448年）戊辰科會試第八十二名，殿試登進士第二甲第四十五名。

## 家族
曾祖宋思賢。祖父宋文友。父亲宋玉。